# Broby

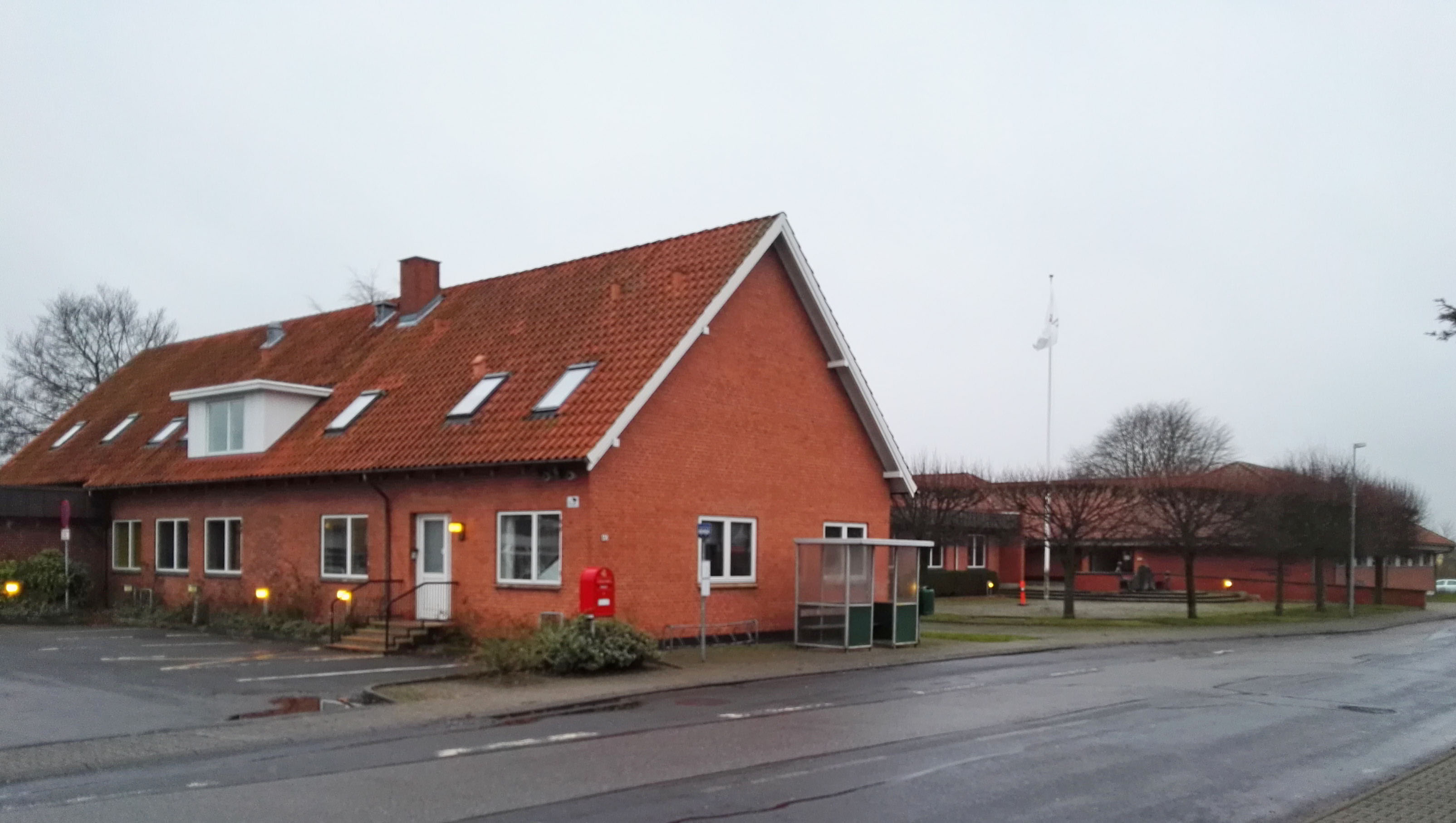
A antiga prefeitura do município de Broby, no nordeste.

Broby era um município (em dinamarquês, kommune) no condado de Funen, na Dinamarca central, até 1º de janeiro de 2007. O município cobria uma área de 100 km² e tinha uma população total de 6.353 habitantes (2005). Seu último prefeito foi Erling Bonnesen, membro do partido político Venstre. A principal cidade e sede do conselho municipal era a cidade de Nørre Broby.
O município de Broby deixou de existir como resultado da Kommunalreformen ("Reforma Municipal" de 2007). Foi fundido com os municípios de Faaborg, Ringe, Ryslinge e Årslev para formar o novo município de Faaborg-Midtfyn. Isso criou um município com uma área de 638 km² e uma população total de 52.284 habitantes (2025). O novo município pertence à Região da Dinamarca do Sul.